# Industrieholz

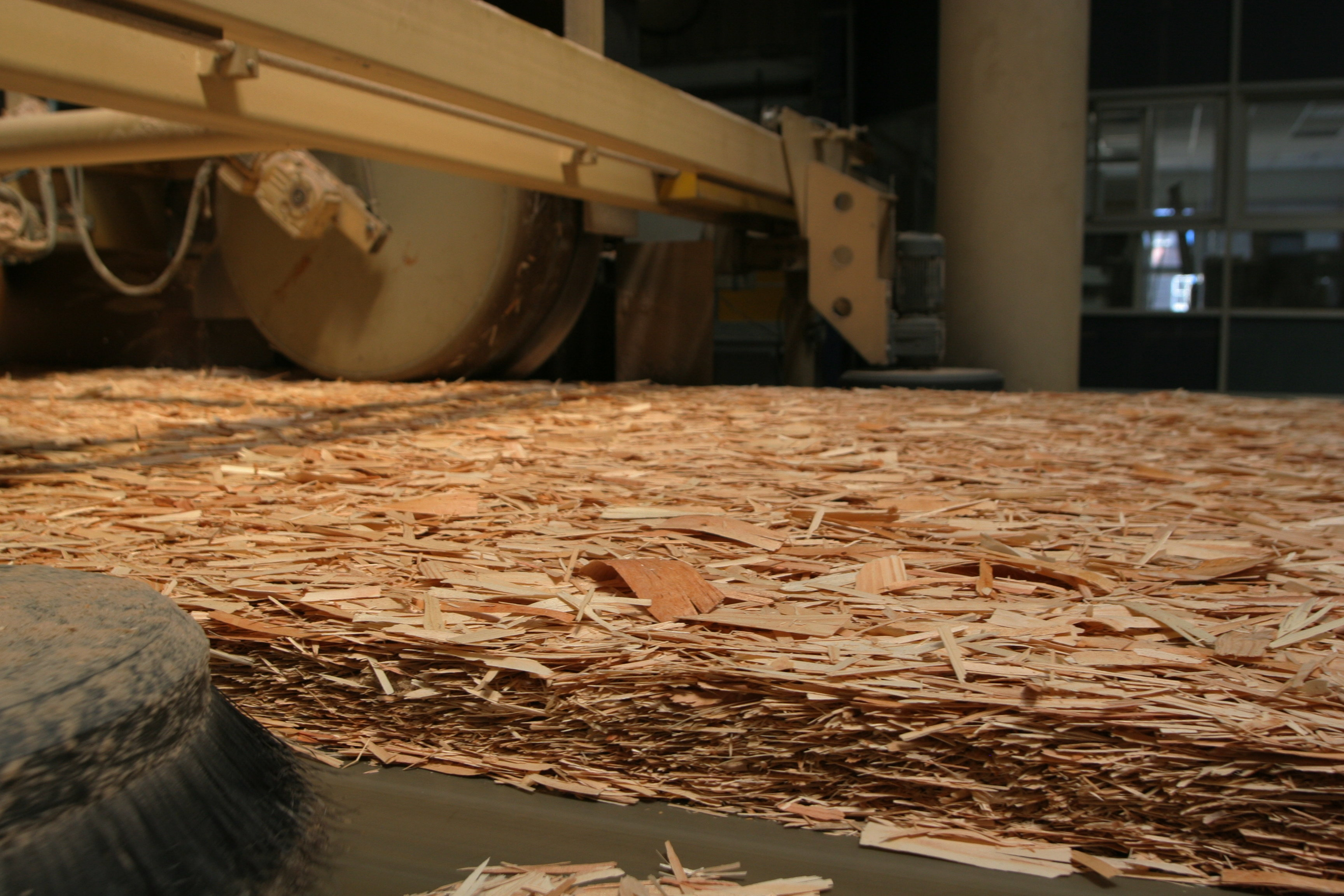
OSB-Produktion, unmittelbar vor der Presse

Als Industrieholz wird Rohholz bezeichnet, das nicht als Vollholz oder Schnittholz weiterverarbeitet, sondern in weiterer Verarbeitung mechanisch zerkleinert oder chemisch aufgeschlossen wird. Es ist damit vom Industrierestholz, der Restholzfraktion der holzverarbeitenden Industrie, zu unterscheiden. Das Industrieholz setzt sich vor allem aus dünneren oder minderwertigen Rohholzbestandteilen verschiedener Holzarten zusammen.
Industrieholz findet wie Industrierestholz vor allem Verwendung für die Herstellung von Holzschliff und Zellstoff als Grundstoffe der Papierherstellung, Holzwolle sowie für die Produktion von Holzwerkstoffen wie Span- und Faserplatten. Je nach Verwendungsart unterscheidet man Industrieholz in Schleifholz bzw. Papierholz (S), Zelluloseholz (Z), Plattenholz (P) und Holzwolleholz (H), eine weitere Unterteilung erfolgt in Laub- und Nadelholz (L und N) sowie in Holz 1. und 2. Klasse (1 und 2). Entsprechend kann das gewünschte Holz genau bezeichnet werden, ZN2 bedeutet zum Beispiel Zelluloseholz/Nadelholz 2. Klasse.